# جون الیسون
جون الیسون (انگلیسی: June Allyson) (زاده ۷ اکتبر ۱۹۱۷ ــ درگذشته ۸ ژوئیهٔ ۲۰۰۶) یک هنرپیشه اهل ایالات متحده آمریکا بود.

## گزیده فیلم‌شناسی
از فیلم‌ها یا برنامه‌های تلویزیونی که وی در آن نقش داشته‌است می‌توان به آثار زیر اشاره کرد.
- دو خواهر اهل بوستون (۱۹۴۶)
- تا زمانی که ابرها کنار بروند
- جنس مخالف (۱۹۵۶)
- دو دختر و ملوان (۱۹۴۴)
- تا زمانی که ابرها کنار بروند (۱۹۴۶)
- سه تفنگدار (فیلم ۱۹۴۸) (۱۹۴۸)
- زنان کوچک (فیلم ۱۹۴۹) (۱۹۴۹)
- داستان گلن میلر (۱۹۵۴)
- اتاق مدیرعامل (۱۹۵۴)
- مرکز هوایی استراتژیک (فیلم) (۱۹۵۵)
- مرد من گادفری (فیلم ۱۹۵۷) (۱۹۵۷)